# Ось зла (астрономия)
Ось зла (англ. axis of evil) — гипотетическая протяжённая область («ось» вселенского масштаба), вокруг которой происходит ориентация всей структуры Вселенной.
Сами данные о такой анизотропии Вселенной были получены в процессе наблюдений реликтового излучения американским космическим зондом WMAP в 2005 году (М. Тегмарк, А. де Оливейра-Коста, Э. Гамильтон и обнаружили аномальное мультипольное выравнивание в этих данных).
Само название феномену дал космолог Жуан Магейжу — в процессе наблюдений за «тёплыми» и «холодными» областями флуктуаций реликтового излучения он выявил, что эти флуктуации на самых больших масштабах расположены не случайным образом, а относительно упорядоченно — в частности, оси квадрупольной и октупольной компонент разложения карты температур реликтового излучения практически совпадают.
Выявленная анизотропия носит сложный характер. Так, самое «холодное» поле проецируется на тёмное, практически лишённое ярких звёзд созвездие Эридана (это созвездие расположено к востоку от характерного и легко узнаваемого созвездия Ориона).
Полученные данные ставят под сомнение «классическую» теорию возникновения Вселенной (теория Большого взрыва).

Таким образом, в настоящее время существует ряд не до конца проверенных фактов и интерпретаций, ставящих стандартную космологическую модель под сомнение:
1. «Ось зла».
2. Избыток и дефицит мюонов на небесной сфере[источник не указан 3768 дней].
3. Признаки струн в реликтовом излучении[источник не указан 3768 дней].
4. Галактики (Abell68c1 и Abell2219c1) с аномально высоким красным смещением.

В 2012 году команда WMAP объявила, что наиболее вероятное объяснение совпадения осей — статистическая флуктуация.
Измерения космической обсерватории «Планк», проанализированные к 2013 году, подтверждают наличие отклонений от простой картины на самых крупных масштабах Вселенной.
В июне 2020 года наблюдение Оси зла получило дополнительное подтверждение в исследовании Астронома Лиора Шамира из Университета штата Канзас в США  (Lior Shamir), которое получило тот же результат Шамир прокоментировал: "Если у Вселенной есть ось, то это не простая одиночная ось, как у карусели. - Это сложное выравнивание нескольких осей, которые также имеют определенное смещение".. 